# Himself
Himself is het debuutalbum van de Ierse muzikant Gilbert O'Sullivan. Het werd uitgebracht in augustus 1971.

## Achtergrond
Gilbert O'Sullivan had in 1970 een contract getekend bij het nieuw opgerichte label MAM Records. Om de aandacht te trekken had hij een opvallend image bedacht van een straatjongen uit de jaren twintig met korte broek, pet en bloempotkapsel. O'Sullivan was een grote fan van stomme films uit die periode. Zijn eerste single op het MAM-label was Nothing Rhymed dat werd uitgebracht in oktober 1970. De single werd een groot succes in Europa en werd in Nederland een nummer 1-hit in januari 1971. Ook zijn volgende single Underneath the Blanket Go werd een nummer 1-hit in Nederland maar was in andere landen niet succesvol en het nummer ontbreekt op Himself.
Het album werd opgenomen in de Audio International Studios in Londen. De sessies begonnen in november 1970. Het album wordt gekenmerkt door de piano van O'Sullivan en de arrangementen van Johnnie Spence. Verschillende muziekstijlen zijn aanwezig. Nummers als Matrimony en January Git zijn in de dancehall-traditie, terwijl Thunder and Lightning een rock-'n-roll-stijl heeft. Het nummer Matrimony werd uitsluitend in een aantal Europese landen als single uitgebracht in de zomer van 1972. In Nederland bereikte het nummer de 3de plaats in de hitlijsten en in België de 7de plaats.

## Release en promotie
Himself werd uitgebracht in augustus 1971 en kreeg een warme kritische ontvangst. De promotie trok veel aandacht vanwege het opvallende uiterlijk van O'Sullivan. Zijn ouderwetse esthetiek wordt ook geaccentueerd op de hoesfoto's die werden ontworpen door Don Bax. De uitklapbare Gatefold hoes toont een collage van O'Sullivan aan het stuur van een langwerpige Hispano Suiza met een aantal passagiers waaronder Charlie Chaplin, Jackie Coogan en Clara Bow.
In Engeland bereikte het de 5de plaats in de UK Albums Chart. Het bleef tot februari 1974 in de UK Albums Chart staan. In Nederland was het album nog succesvoller en bereikte het de 3de plaats in de LP Top 50: Het kwam binnen op 2 oktober 1971 en bleef er 28 weken in staan: Het stond vier weken lang op nummer 3.
In de Verenigde Staten behaalde een herziene versie van het album met een andere hoes de 9de plaats in de Billboard 200.

## Tracklijst
Alle nummers zijn geschreven door Gilbert O'Sullivan.
Kant 1
| nummer | titel           | duur |
| ------ | --------------- | ---- |
| 1      | Intro           | 0:24 |
| 2      | January Git     | 3:14 |
| 3      | Bye-Bye         | 3:22 |
| 4      | Permissive Twit | 4:10 |
| 5      | Matrimony       | 3:19 |
| 6      | Independent Air | 5:08 |
| 7      | Nothing Rhymed  | 3:27 |

Kant 2
| nummer | titel                           | duur |
| ------ | ------------------------------- | ---- |
| 8      | Too Much Attention              | 2:39 |
| 9      | Susan Van Heusen                | 2:59 |
| 10     | If I Don't Get You (Back Again) | 2:44 |
| 11     | Thunder and Lightning           | 2:59 |
| 12     | Houdini Said                    | 5:24 |
| 13     | Doing the Best I Can            | 2:35 |
| 14     | Outro                           | 0:38 |

## Personeel
- Gilbert O'Sullivan - zang, piano
- Chris Spedding - gitaar
- Herbie Flowers - bas op Nothing Rhymed
- Johnnie Spence - arrangementen
- Peter Rynston - opname ingenieur
- Don Bax - hoesontwerp